# Régiment d'Anjou
Pour les articles homonymes, voir Régiment d'Anjou (homonymie).
Le régiment d'Anjou est un régiment d'infanterie du royaume de France, créé en 1775 par dédoublement du régiment d'Aquitaine, créé en 1604 sous le nom de régiment de Némon, devenu sous la Révolution le 36e régiment d'infanterie de ligne.

## Création et différentes dénominations
- 1604 : Création du régiment de Némon
- 1625 : Organisation du régiment de La Force
- 1631 : Le régiment prend le nom de régiment de Castelmoron
- 1646 : Le régiment prend le nom de régiment d'Orval
- 1647 : Le régiment prend le nom de régiment de Cugnac
- 1651 : Le régiment prend le nom de régiment de Duras-Montgommery
- 1661 : Le régiment prend le nom de régiment de Lorge
- 1665 : Le régiment prend le nom de régiment de Rauzan
- 1669 : Le régiment prend le nom de régiment du duc d'Anjou
- 1671 : renommé régiment d'Anjou
- 1753 :  Le régiment prend le nom de régiment d'Aquitaine
- 26 avril 1775 : création du régiment d'Anjou à partir des 2e et 4e bataillons du régiment d'Aquitaine
- 1er janvier 1791 : renommé 36e régiment d'infanterie de ligne

## Colonels et mestres de camp
- 1604 : N de Némond

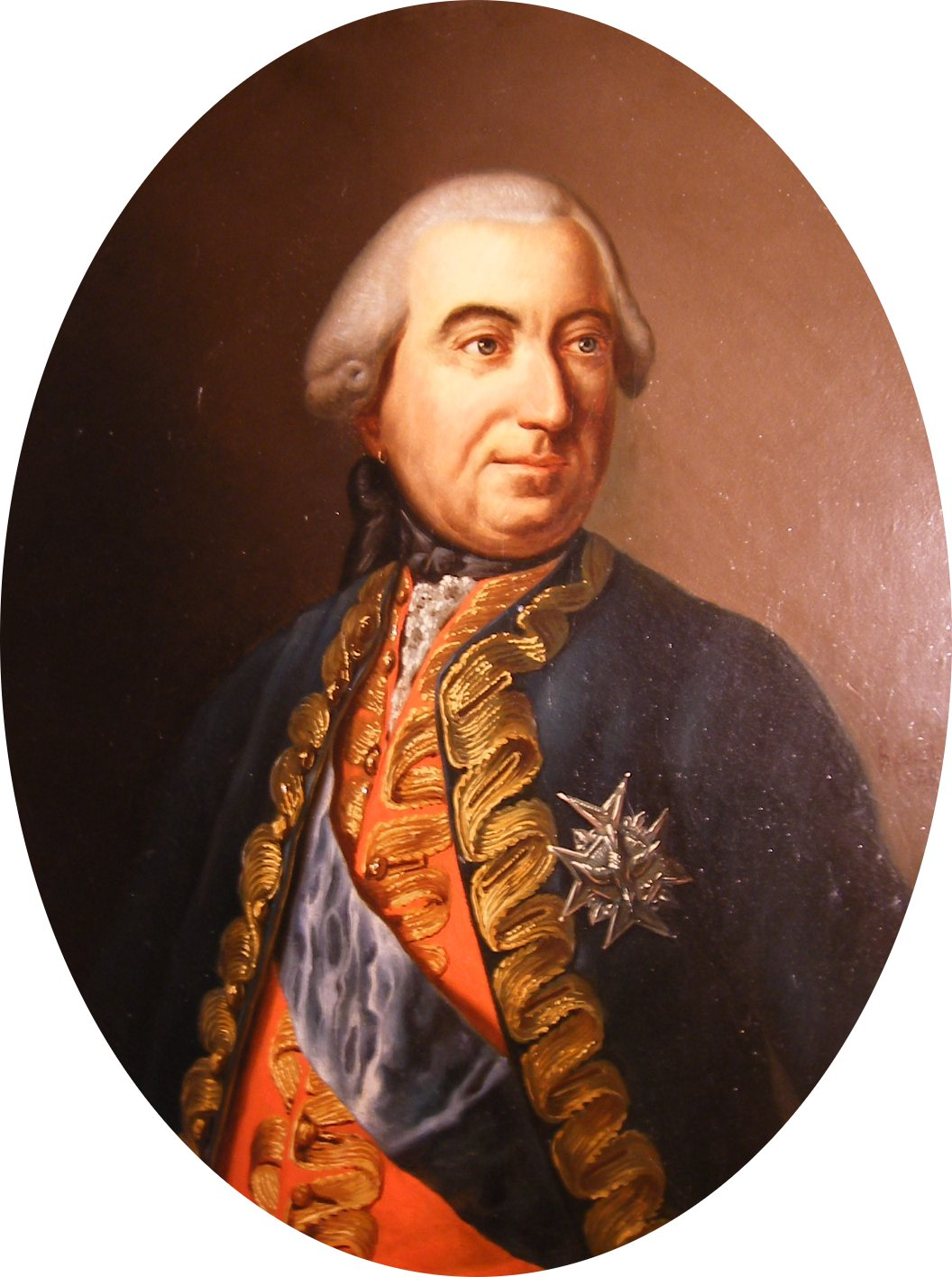
Jean-Louis Roger de Rochechouart.

- 17 janvier 1625 : Jacques Nompar de Caumont, duc de La Force
- mars 1631 : François Nompar de Caumont-La Force, marquis de Castelmoron
- mai 1646 : François de Béthune-Sully, comte d'Orval
- 27 janvier 1647 : Pierre Nompar de Caumont-La Force, marquis de Cugnac
- 1651 : Jacques Henry de Durfort, comte de Duras[Note 1]
- 8 novembre 1661 : Guy Alfonse de Durfort, comte de Lorges[Note 2]
- 1665 : Godefroy de Durfort, comte de Rauzan[Note 3]
- 1671 : François de Raveillon[Note 4]
- 24 août 1671 : Bernard de La Guiche, comte de Saint-Géran[Note 5]
- 25 avril 1681 : François Marie, comte de Hautefort[Note 6]
- 8 janvier 1697 : Jean-Baptiste Louis Andrault de Maulevrier-Langeron
- 6 juin 1710 : Philippe Aymard de Clermont, comte de Tonnerre
- 16 septembre 1727 : Louis de Conflans, marquis d'Armentières[Note 7]
- 6 mars 1743 : François Charles, comte de Rochechouart-Faudoas[Note 8]
- 20 juillet 1746 : Jean Louis Roger, marquis de Rochechouart-Faudoas[Note 9]
- 20 février 1761 : Elzéar Marie Joseph Charles, vicomte de Broglie[Note 10]
- 26 avril 1775 : Alexandre-Louis, vicomte de Mailly[Note 11]
- 1er janvier 1784 : Michel Palamède de Forbin, comte de Janson[Note 12]
- 25 juillet 1791 : Louis Gabriel Marie de Contades de Gizeux
- 5 février 1792 :  Jean Henri de Wildermouth
- 20 juin 1792 : Augustin Joseph Isambert[Note 13]
- 8 mars 1793 : Jean Baptiste Philibert Bodin de Saint-Laurent[Note 14]
- 1793 : lieutenant-colonel Ferette
- 8 février 1794 : Jean Jacques René de Glatigny

## Historique

### Origine

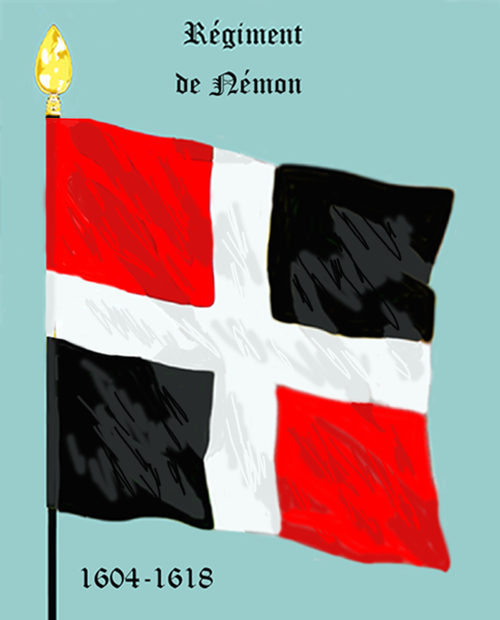
Régiment de Némon à partir de 1604

Suivant une tradition rapportée par Gabriel Daniel, ce régiment d'infanterie aurait été levé en 1604, par un gentilhomme lorrain appelé « de Némond », en même
temps que le frère de ce gentilhomme, nommé « de Lémont », en levait un autre qui serait devenu par la suite le régiment de Turenne.
Le « régiment de Némond » participe à la guerre de Succession de Juliers à laquelle participe Jacques Nompar de Caumont, seigneur de Masdurand, qui est tué au siège de Juliers en 1610.
 Après la mort de Henri IV survenue en mai 1610, les seigneurs protestants, redoutant les conséquences d'un changement de règne et les rancunes longtemps contenues des vieux ligueurs, se seraient attachés ces mercenaires lorrains, et qu'ils les auraient emmenés avec eux en Guyenne, pour résister aux attaques pendant une longue route à travers toute la France, et pour assurer la position de leur père, alors gouverneur du Béarn et chef des réformés dans les provinces au delà de la Garonne.

Le duc de La Force prend les armes en 1618, et pendant quatre ans il tient tête aux armées de Louis XIII. On ignore la composition des troupes qu'il opposa à celles du roi, mais ce qui est certain, c'est qu'elles étaient braves et aguerries. On sait aussi qu'en 1621 son gendre, le comte d'Orval, et deux de ses fils, François Nompar de Caumont, marquis de Castelmoron et Pierre Nompar de Caumont-La Force, marquis de Cugnac, qui tous les trois lui succédèrent en qualité de mestres de camp du régiment, étaient renfermés dans Montauban, qu'il vint les joindre avec ses meilleurs soldats, et que tous ensemble ils contraignirent l'armée royale à lever le siège.

Le duc fait sa paix avec le roi en 1622, après avoir encore défendu contre lui la ville de Sainte-Foy, qu'il ne remet que moyennant une indemnité de 20 000 écus et le bâton de maréchal de France. Il obtient aussi des conditions avantageuses pour son parti, et notamment le maintien de Montauban comme ville de sûreté, ce qui entraîne le droit d'y entretenir une garnison  Le duc de La Force s'engage, en retour, à contribuer de toute son influence à maintenir la paix publique dans la Guyenne, et à s'opposer à toute tentative des huguenots pour la troubler. On suppose que le  duc de La Force est mis en demeure de remplir une des conditions essentielles de son traité, et de contribuer à la répression des protestants de La Rochelle, qui, à la fin de 1624, rompent la trêve et envoient une expédition contre le fort Blavet.

### Régiment de La Force (1625-1631)

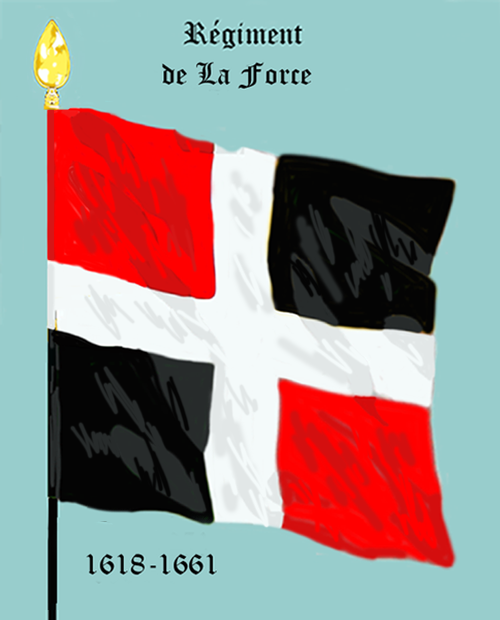
Régiment de La Force de 1618 à 1661

Le « régiment de La Force », est mis sur pied le 17 janvier 1625 avec le reste de ses soldats de Montauban et de Sainte-Foy, en choisissant
de préférence ceux qui étaient catholiques , c'est-à-dire les Lorrains signalés par la tradition, auxquels il joignit sans doute des protestants chez lesquels la foi religieuse était moins forte que le désir de faire fortune.
Le « régiment de La Force » est réformé le 26 mai 1626, comme tous ceux qui avaient été mis sur pied dans la même circonstance.

#### Guerre de Succession de Mantoue
Pendant l'intervalle qui sépare 1626 de 1630, le corps a dû continuer d'exister, au moins par la compagnie du mestre de camp, et il a dû être remis sur pied par ordre du 27 mars 1630 car cette année là, le duc de La Force est l'un des trois maréchaux de France chargés de commander les troupes françaises en Piémont, et son régiment l'accompagne au delà des Alpes. C'est à partir de cette campagne de 1630 en Piémont que commence réellement l'histoire du corps.

### Régiment de Castelmoron (1631-1646)

#### Guerre de Trente Ans
L'année suivante, le maréchal, appelé au commandement de l'armée de Lorraine, se démet de son régiment en faveur de son fils, François Nompar de Caumont-La Force, marquis de Castelmoron. 
Sous le nom de « régiment de Castelmoron », le corps sert en Lorraine pendant cette campagne et le commencement de la suivante.
En 1632, quand duc de Montmorency pris les armes pour la cause de Gaston d'Orléans, le régiment suit le maréchal de La Force en Languedoc et se signale à l'occupation d'Alais, de Lunel et de Béziers. Il revient la même année en Lorraine.
Fin de mai 1633, le régiment se trouve à l'escalade de la ville de Freidembourg entre Metz et Trèves, puis il fait ensuite le siège du château qui capitule le 4 juin. Au mois de septembre, il est à l'investissement de Nancy et a son cantonnement à Champigneulles avec le régiment de Navarre.
En mars 1634, le régiment de Castelmoron participe au siège de La Mothe ou son mestre de camp est blessé d'une mousquetade à la cuisse. Fin avril, le régiment quitte le camp de La Mothe et se rend avec Turenne devant Bitche. Il y arrive le 8 mai, et le siège du château est aussitôt commencé, et, après sa reddition, le 18, le régiment retourne devant La Mothe et prend part aux opérations de ce long siège. A la fin de cette année 1634, le régiment est dispersé dans les petites places de l'Alsace.
En 1635, il prend part aux nombreuses expéditions du régiment de Normandie.
Le 18 mars 1636, le « régiment de Castelmoron » contribue, sous le commandement du marquis de La Force, à la défaite de 2 000 Impériaux près de Baccarat, et au mois de juillet, il se fait remarquer au siège d'Oberhengheim. Fin de novembre, le régiment fournit un détachement qui participe à la prise de Rouffach, et pendant l'hiver il est mis en garnison à Louhans et autres places de la Franche-Comté.
Il fait la campagne de 1637 dans cette province, sous les ordres du duc de Longueville et contribue à la prise de Bletterans
En octobre 1638, il traverse la Suisse pour rejoindre le duc de Saxe-Weymar occupé au siège de Brisach. Le 20 octobre, les Impériaux attaquent les quartiers de l'armée française. Le régiment et qui comptait à peine 400 hommes sous ses drapeaux, fait des prodiges de valeur dans ce combat qui n'est interrompu que par la nuit et par la retraite des Impériaux.
En 1639, le « régiment de Castelmoron » est à l'armée de Flandre.
Au début de 1640 il se rend en Italie, sauf quelques compagnies laissées en garnison à Montbéliard, ville dont son mestre de camp avait obtenu le gouvernement l'année précédente. Ces deux fractions du régiment trouvèrent cette année, chacune de leur côté, des occasions de s'acquérir de la gloire. 
Les compagnies d'Italie font le siège de Turin tandis que les compagnies restées à Montbéliard font plusieurs expéditions en Franche-Comté et prennent le 28 septembre le château de Baudoncourt. Ce partage du « régiment de Castelmoron » est maintenu pendant plusieurs années. Le dépôt demeure avec le mestre de camp en Franche-Comté, et les compagnies de guerre servent en Piémont.
En 1643 la première partie du corps est détachée momentanément à l'armée du duc d'Enghien pour les sièges de Thionville et de Sierck.
En 1644, la deuxième partie du corps occupe, la ville d'Asti, dont la citadelle était au pouvoir des Espagnols. Ce contact amène de fréquentes collisions entre les deux garnisons. Les Français font alors le siège de la citadelle au mois de novembre et s'en emparent le 30.
En août 1645, le régiment sert au siège de Vigevano, et le 19 octobre il se trouve à la bataille de La Mora.

### Régiment d'Orval (1646-1647)

#### Guerre de Trente Ans
En 1646, François Nompar de Caumont-La Force, marquis de Castelmoron cède la propriété du corps à son beau-frère, François de Béthune-Sully, comte d'Orval, fils de Sully. Les compagnies qui étaient à Montbéliard se mettent, au mois de juin, en route pour l'Italie, escortant les recrues de l'armée, et le « régiment d'Orval » se trouve réuni.

### Régiment de Cugnac (1647-1651)

#### Guerre de Trente Ans - Guerre franco-espagnole - La Fronde
Au début de l'année suivante, il est donné à un second fils du maréchal de La Force, Pierre Nompar de Caumont-La Force, marquis de Cugnac.
Il continue de servir, sous le nom de « régiment de Cugnac », en Italie jusqu'aux troubles de la Fronde qui le font rappeler en France.
En 1649, le marquis de Cugnac prend parti contre le cardinal Mazarin et se voit privé le 2 mars de son régiment qui est relégué dans les garnisons. Il lui est rendu, le 29 avril suivant.
Le 20 janvier 1650, alors que Mazarin, retiré à Cologne, dirige du fond de son exil les affaires de la France, le régiment lui est ôté définitivement, et celui-ci reste pendant plus d'un an sans mestre de camp.

### Régiment de Duras-Montgommery (1651-1661)

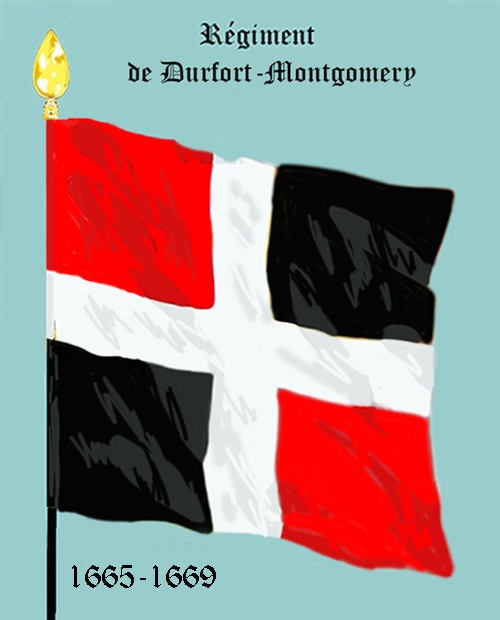
Régiment de Duras-Montgommery

#### Guerre franco-espagnole - La Fronde
En 1651, il est donné à Jacques Henry de Durfort, comte de Duras, neveu de Turenne. C'était une manière de reconnaître et de récompenser la récente conversion au parti du cardinal de ce grand général, mais son neveu y est peu sensible et continue, pendant six ans encore, de combattre sous les drapeaux du prince de Condé. Toutefois, le comte de Duras reste toujours titulaire du régiment qui, sous les ordres de M. de Bellecense, son lieutenant-colonel, sert en 1651 en Lorraine et se distingue au siège de Chasté.
L'année suivante, le « régiment de Duras-Montgommery » se trouve à la bataille du faubourg Saint-Antoine.
En 1653, il participe au siège de Bellegarde en Bourgogne.
En 1654, il est au siège de Belfort.
En 1655, le « régiment de Duras-Montgommery » se trouve au siège de Landrecies. Il est ensuite mis en garnison à Corbie et y demeure jusqu'au mois d'août 1657. Il quitte alors Corbie pour rejoindre l'armée du vicomte de Turenne au siège de Saint-Venant.
En avril 1656, Jacques Henry de Durfort, comte de Duras et son frère Guy Alfonse de Durfort, comte de Lorges, qui lui succédera dans le commandement du régiment, font leur soumission au Roi. Celui-ci permet l'année suivante à Jacques Henry de Durfort, comte de Duras  de servir à la tête de son régiment au siège de La Motte-au-Bois. La prise de La Motte-au-Bois est un fait d'armes
spécial aux régiments de Picardie et de Duras-Montgommery .
En 1658, il fait le siège de Dunkerque et est l'un des régiments d'infanterie qui prend part à la victoire des Dunes. Après la prise de Dunkerque, il est mis en garnison à Menin où il resta jusqu'à la paix des Pyrénées. 

Le « régiment de Duras-Montgommery » échappe à la réforme, qui atteint un très grand nombre de corps, grâce à l'immense crédit dont jouissait Turenne, et on y incorpore, en 1661, le régiment de La Couronne, levé en 1638, qui appartenait aussi au comte de Duras.

### Régiment de Lorges (1661-1665)

#### Affaire de la garde corse
Devenu « régiment de Lorges » en 1661, il est désigné, en 1664, pour faire partie de l'armée que le roi envoyait en Italie contre le pape, mais cette armée ne franchit point le Rubicon car le traité de Pise intervint pendant qu'elle était en marche .

### Régiment de Rauzan (1665-1669)

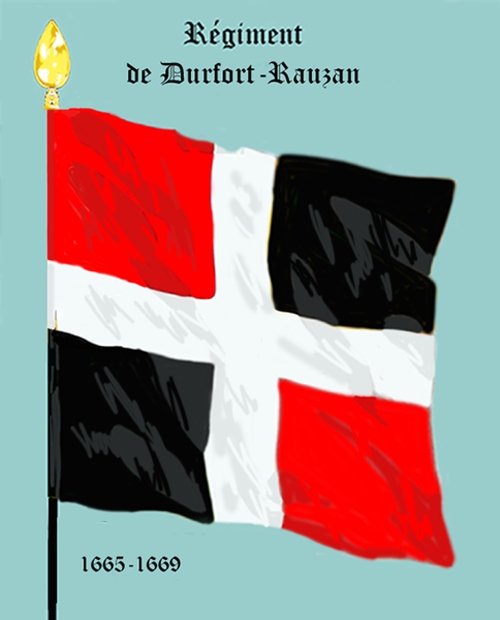
Régiment de Rauzan

L'année suivante, le régiment devient la propriété de Godefroy de Durfort, comte de Rauzan, frère des deux colonels précédents.

#### Guerre de Dévolution
En 1667, le « régiment de Rauzan » fait la campagne en Flandre, et est mis en garnison à Tournai et à Douai.

#### Guerre de Candie
En 1669, il fait partie du secours envoyé par Louis XIV aux Vénitiens assiégés dans Candie par les Turcs. Il y est presque complètement détruit au combat du 25 juin, et Godefroy de Durfort, comte de Rauzan y périt.
Les débris du corps rentrent en France au mois de septembre.

### Régiment du duc d'Anjou (1669-1671)

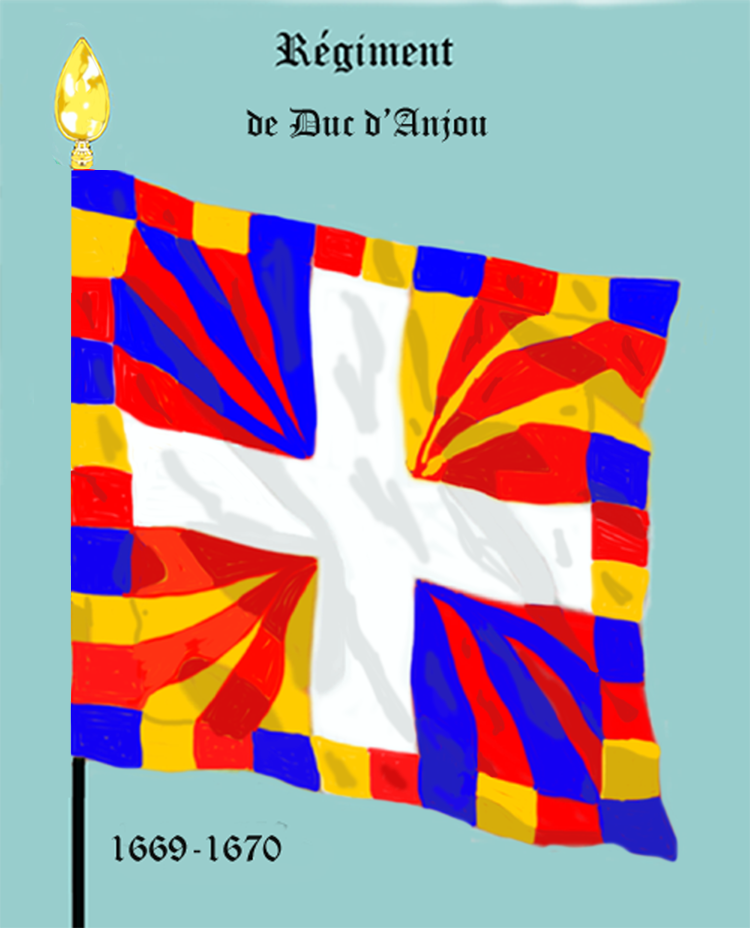
Régiment du duc d'Anjou

Le 20 janvier 1670, les débris du « régiment de Rauzan » sont incorporés avec un régiment que le roi venait de créer, par ordonnance du 19 décembre précédent, pour son second fils, Philippe duc d'Anjou.
Le corps ainsi réorganisé, avec ce qui restait du « régiment de Rauzan » et dix compagnies des vieilles bandes destinées à former le régiment du prince, prend le titre de « régiment du duc d'Anjou », et n'a d'abord pour le commander qu'un lieutenant-colonel, François de Raveillon.

#### Campagne de Lorraine
En septembre 1670, le « régiment d'Anjou » fait la campagne de Lorraine sous le commandement du maréchal de Créquy, et contribue à la prise d'Épinal, de Chasté et de Longwy.

### Régiment d'Anjou (1671-1753)

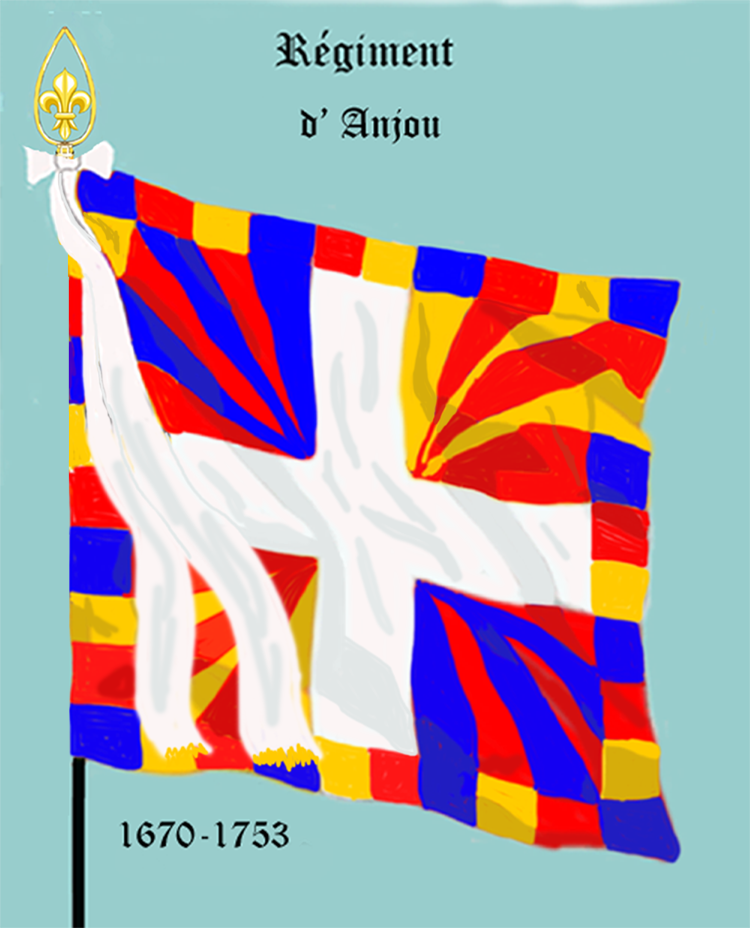
régiment d'Anjou de 1670 à 1753
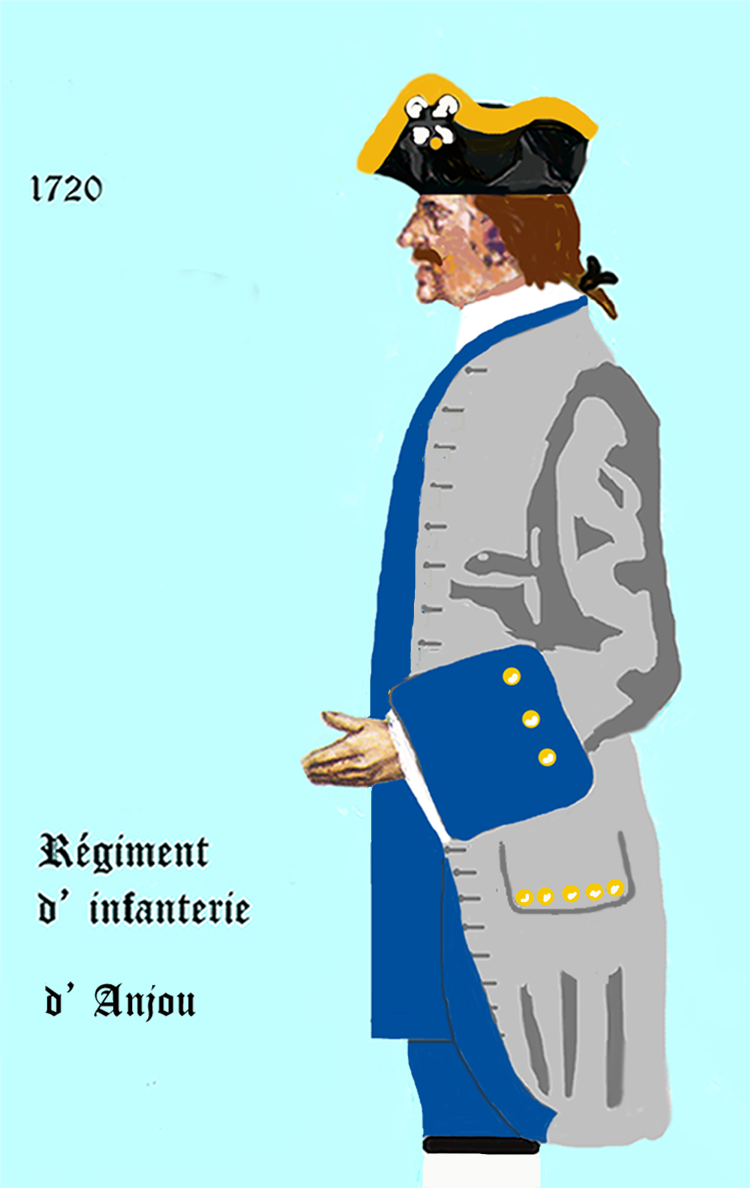
de 1720 à 1734
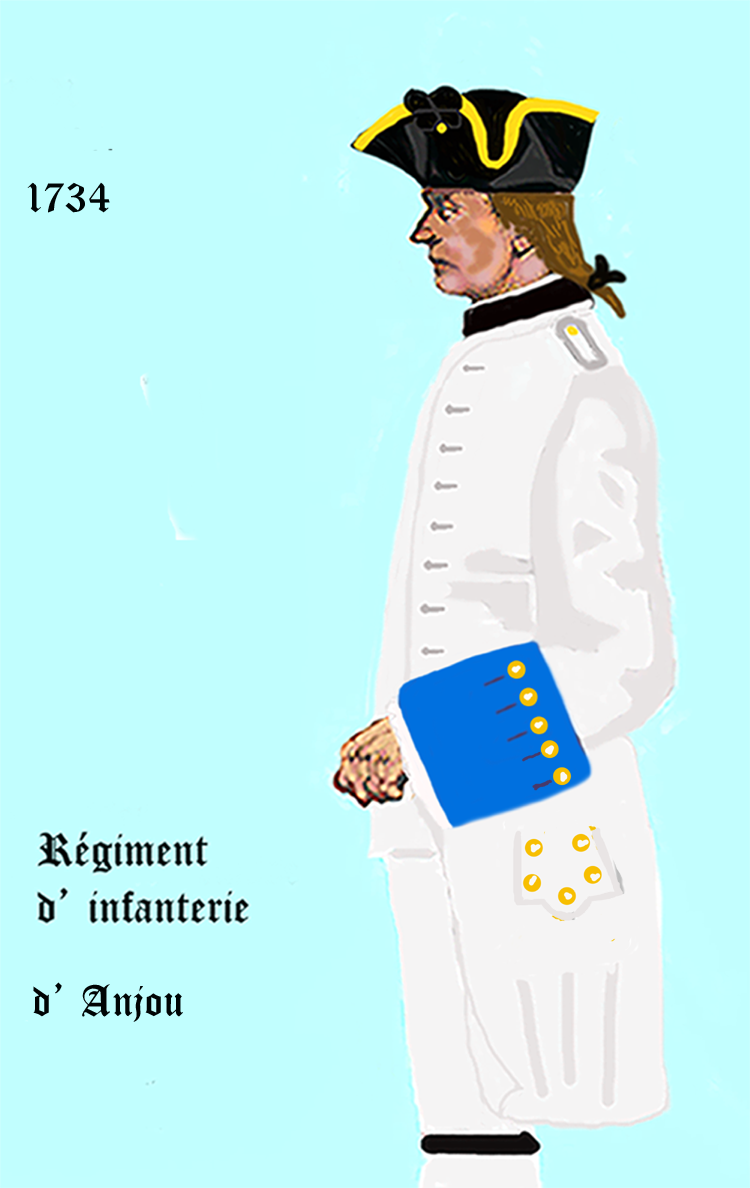
de 1734 à 1762

Philippe duc d'Anjou étant mort en 1671, le roi donne au régiment le titre de la province d'Anjou, et en nomme colonel Bernard de La Guiche, comte de Saint-Géran.

#### Guerre de Hollande - Conquête de la Franche-Comté
En 1672, à l'ouverture de la guerre de Hollande, il fait partie du corps commandé par Turenne et se trouve aux sièges d'Orsoy, de Rheinberg et de Doësbourg et passe l'hiver en Hollande.
En 1673, il participe au siège de Maastricht. Le 24 juin, pendant que les régiments du Roi et du Dauphin emportent l'ouvrage à cornes, il fait une fausse attaque du côté de Wyck et faillit enlever cet ouvrage. Après la capitulation de Maastricht, le « régiment d'Anjou » est envoyé à l'armée d'Allemagne et rejoint Turenne, le 15 octobre. A la fin de cette campagne, il prend ses quartiers d'hiver en Bourgogne
En 1674 il participe, à la conquête de la Franche-Comté. Au siège de Besançon, le régiment repousse une sortie, ou le colonel Bernard de La Guiche, comte de Saint-Géran  est très grièvement blessé. Le « régiment d'Anjou » est mis en garnison à Besançon y reste jusqu'au mois d'août, et retourne ensuite sur le Rhin. Il se distingue le 4 octobre à la bataille d'Ensheim et y prend trois canons à l'ennemi. Le régiment combat encore cette année à Mulhausen.
Le 5 janvier 1675 il se couvre de gloire, avec le régiment de Navarre, à la bataille de Turckheim. Le succès de cette journée fut décidé par l'arrivée des régiments de Navarre, « d'Anjou », de La Reine et Royal-Vaisseaux, qui , passant intrépidement la Fecht sous un feu terrible, vinrent donner sur le flanc droit de l'ennemi déjà ébranlé par les attaques des Gardes françaises, et le mirent dans une déroute complète.
Au printemps, le « régiment d'Anjou » est envoyé à l'armée de Flandre. Il reste à Arras jusqu'à l'ouverture de la campagne, et il contribue ensuite à la prise de Liége, de Dinant, de Huy et de Limbourg.
En 1676, il participe aux soumissions de Landrecies, de Condé, de Bouchain et d'Aire.
En 1677, il débute par le siège de Valenciennes. Détaché pendant cette opération, pour aller renforcer le duc d'Orléans menacé par le prince d'Orange dans ses lignes de Saint-Omer, il se trouve le 11 avril à la bataille de Cassel. Il y fait des prodiges de valeur à l'attaque de l'abbaye de Peene où l'ennemi s'était retranché. Le « régiment d'Anjou » acheve le siège de Saint-Omer puis part pour se rendre sur le Rhin. Il fait sur cette frontière le siège de Fribourg.
Au début de 1678, il revient en Flandre et se trouve aux sièges de Gand et d'Ypres, au blocus de Mons et à la sanglante bataille de Saint-Denis, et achever la campagne à l'armée d'Allemagne par la prise de Kehl et du château de Lichtenberg et hiverne dans le comté de La Marck.
Le 26 juin 1679, il combat à Minden, bataille qui amena l'adhésion de l'électeur de Brandebourg à la paix de Nimègue.

#### Guerre des Réunions
En 1684, dans le cadre de la guerre des Réunions, le « régiment d'Anjou » sert au siège de Luxembourg.

#### Guerre de la Ligue d'Augsbourg
En 1688, le régiment est engagé dans la guerre de la Ligue d'Augsbourg. Ses grenadiers contribuent à la prise de Philippsburg, en emportant l'épée à la main, le 29 octobre, l'ouvrage à couronne, en compagnie des grenadiers du régiment du Roi. Le régiment coopére encore cette année aux conquêtes de Manheim et de Frankenthal.
En 1689, il achève la soumission du Palatinat, et est mis en garnison à Mayence ou il se trouve à sa défense sous les ordres du marquis d'Huxelles.
Le « régiment d'Anjou » sert encore en Allemagne pendant les deux campagnes suivantes. 
Il commence celle de 1692 sur la Moselle, avec le marquis de Boufflers. Il passa au mois de mai dans les Pays-Bas, sert au siège de Namur, où il contribue à la prise du chemin couvert et de la demi-lune Saint- Nicolas. Il combat ensuite à Steinkerque et termine la campagne par la prise de Charleroi.
En 1693, il est au siège de Huy, et le 29 juillet, ses deux bataillons occupent l'extrême droite de la seconde ligne à la bataille de Neerwinden. Au mois de septembre, le régiment fait le siège de Charleroi.
En 1694, le corps est à l'armée d'Allemagne sous le commandement des maréchaux de Lorges et de Joyeuse.
En 1695, il repasse en Flandre et se trouve au bombardement de Bruxelles.
En 1696, il sert sur la Meuse avec le maréchal de Boufflers.
En 1697 il achève cette guerre par le siège d'Ath, sous les ordres du maréchal de Catinat.
En 1698, il fait partie du camp assemblé à Coudun, près de Compiègne, pour l'instruction du duc de Bourgogne.

#### Guerre de Succession d'Espagne
En 1701, au début de la guerre de Succession d'Espagne, le régiment d'Anjou est sur la frontière du Rhin. Il passe au mois de septembre à l'armée d'Italie, et arrive
précisément pour la bataille de Chiari, qui ne fut pas favorable à l'armée françaises.
En 1702, après la bataille de Crémone, il est mis sous les ordres du duc de Vendôme, et se trouve à la bataille de Santa-Vittoria, et plus tard à la bataille de Luzzara et aux prises de Luzzara et de Borgoforte.
En 1703, il fait, l'expédition du Tyrol et contribue aux soumissions de Bersello, de Nago et d'Arco, et à la prise du château de Castelbarco. Le 26 octobre, le régiment participe à la défaite du général autrichien Visconti à San-Sébastiano, et prend ses quartiers d'hiver dans le Montferrat.
En 1704, il est employé aux sièges de Verceil, d'Ivrée et de Verrue, sous le commandement du grand-prieur de Vendôme.
Après la prise de Verrue, qui ne se rendit que le 7 avril 1705, le « régiment d'Anjou », rappelé à l'armée principale, se trouve à l'attaque des retranchements du prince Eugène à Castelleone, et le 16 août à la bataille de Cassano. Attaqué vivement par les Impériaux dès le commencement de l'action, il se replie en bon ordre sur le régiment de La Marine, dont il partage la gloire dans cette journée. Le 16 octobre, il est au combat de Gumbetto, et il contribue encore cette année à la prise de Soncino et de Montmélian. Après cette dernière opération qui se termine le 11 décembre, le 1er bataillon prend son quartier d'hiver à Valose et le 2e bataillon à Borghetto.
Le 19 avril 1706, le « régiment d'Anjou » combat à Calcinato, puis à Castiglione et enfin, le 8 septembre, à la malheureuse journée de Turin, où il a la garde d'une partie des lignes entre la Doire et la Stura. Réduit à 713 hommes, il se retire en Provence et défend pendant l'hiver la frontière du Var.
En 1707, il contribue à faire lever le siège de Toulon. Il passe en Savoie après la retraite de l'armée austro-sarde, et il demeure employé à la garde des débouchés des Alpes, jusqu'à la paix d'Utrecht. La seule action importante, à la laquelle il participe pendant ce temps, est la prise de Césane en 1708.
Au début de 1714 il est dirigé sur le Roussillon, d'où il passe au mois de juin en Catalogne pour faire le siège de Barcelone.
En 1715, il rentre en France et reçoit l'incorporation, le 15 août, d'une partie des hommes du régiment réformé de Noë

#### Guerre de Succession de Pologne
En 1733, la guerre de Succession de Pologne, rappelle le « régiment d'Anjou » en Italie. Il fait cette année les sièges de Gera-d'Adda et de Pizzighettone. Après ces opérations, sa brigade est envoyée avec les Fusiliers de Savoie, sous les ordres du marquis de Contades, au siège du château de Crémone, qui se rend le jour même de l'ouverture de la tranchée.
En 1734, le régiment participe aux soumissions de Novarre, de Serravalle, du fort d'Arrona, et de Tortone, puis à la bataille de Colorno, et le 29 juin à la bataille de Parme. Le 15 septembre il est l'un des quatre régiments envoyés au secours du régiment du Dauphin, cerné par les Impériaux dans ses postes de la Secchia. Le 19 septembre, il combat encore à Guastalla où son colonel, Louis de Conflans marquis d'Armentières, est blessé, et après la prise de la Mirandole, il est mis en quartier d'hiver à San Secondo Parmense.
En 1735, il concourt à la conquête du château de Gonzague, de Reggiolo et de Revere.
Le régiment rentre en France en septembre 1736.

#### Guerre de Succession d'Autriche
En août 1741, dans le cadre de la guerre de Succession d'Autriche, le « régiment d'Anjou » fait partie du corps auxiliaire envoyé à l'électeur de Bavière, sous les ordres du marquis de Ximenès. A son arrivée à Donauworth, le corps s'embarque sur le Danube, du 7 au 13 septembre, pour descendre vers Vienne. Il n'y eut que la « brigade d'Anjou » qui, faute de bateaux ou de radeaux , alla par terre à Straubing, d'où elle fut à Eschlkam dans le haut Palatinat de Bavière, pour surveiller les mouvements du prince de Lobkowitz. Au mois d'octobre, le régiment pénètre en Bohême et il se rend d'abord à Pilsen, et le 26 novembre il assiste à l'escalade de Prague. Il quitte cette ville le 4 décembre avec le comte d'Aubigné, contribue aux prises de Pisek, du château de Frawemberg et de Protiwein, et reste ensuite cantonné dans les villages de Chvalatice et Mašovice.
Début janvier 1742, 400 fusiliers du régiment occupent le château de Winterberg. Le régiment change alors de quartiers ; le 1er bataillon s'établit à Stiekna, et le 2e bataillon  à Kerstran. Quand, au mois de juin, le maréchal de Broglie est forcé par l'inaction calculée du roi de Prusse, d'abandonner précipitamment son camp de Písek, l'ordre est donné au régiment de se retirer à Égra, mais cet ordre n'arrive pas à temps aux cinq cantonnements les plus éloignés du corps. Les capitaines, se voyant sur le point d'être enveloppés par l'avant-garde autrichienne, résolurent de tenter les derniers efforts pour rejoindre l'armée. Arrivé sous les murs de Prague, le détachement d'Anjou campa en 2e ligne derrière le régiment de Navarre au village d'Owenez, et il se retire peu après dans la ville, les ennemis ayant démasqué de nouvelles batteries qui enfilaient son camp d'un bout à l'autre. Il se fait remarquer par sa bravoure, à côté des régiments de La Marine, d'Auvergne et du Roi, dans les sorties des 18 et 22 août, 9 et 22 septembre. Le colonel d'Armentières qui était sorti d'Egra avec une faible portion du corps, parvient au mois d'octobre à gagner Prague à travers mille dangers. Il est peu après envoyé à Leitmeritz, mauvais poste sur la frontière de Saxe, pour favoriser la
jonction de l'armée de Maillebois, qui venait de la Westphalie au secours des troupes de Bohême. Le colonel avait avec lui quelques centaines d'hommes
de son régiment et des piquets d'autres corps. Le 22 novembre, il est attaqué à Leitmeritz par le feld-maréchal comte de Wallis, qui marchait à la tête de sept bataillons réguliers, de 1 500 Croates et de 2 000 chevaux. Après une résistance honorable, se voyant sur le point d'être livré avec sa poignée d'hommes par les habitants de Leitmeritz, le colonel d'Armentières capitule et se rend prisonnier de guerre avec 226 hommes de son régiment qui sont échangés au mois de mai 1743.

L'armée française évacua la Bohême en décembre 1742. Les 300 hommes du « régiment d'Anjou » restés à Prague, se signalent par leur bravoure dans les combats de la retraite. Ils sont rejoints en route par le détachement d'Egra, et rentrent en France en février 1743. En arrivant sur le Rhin, le « régiment d'Anjou » ne compte plus sous ses drapeaux que 50 officiers et 250 soldats. Un nombre à peu près égal est prisonnier et le reste avait été tué.
Dans la seconde moitié de 1743, après son rétablissement à un seul bataillon, le « régiment d'Anjou » est envoyé sur la frontière du Dauphiné. Dès son arrivée, il soutient un combat contre un gros corps piémontais qui cherche à le couper de l'armée. Le 6 octobre, il se trouve à l'attaque du village et des retranchements de Pont. Détaché pour tourner la droite de l'ennemi , il lui est impossible de gagner les hauteurs, dont les chemins étaient rendus impraticables par le roulement des rochers et le feu croisé des batteries piémontaises. Il bat lentement en retraite sous une grêle de balles, et rejoint sans trop de pertes le régiment de Travers-grison, qui venait d'emporter de front les retranchements. Anjou se trouve encore cette année à l'attaque des retranchements de la Chenal et passe l'hiver dans les Alpes.
Au printemps 1744, il franchit le Var, chasse les avant-postes piémontais, et se trouve à la prise de Villefranche et de Montalban. Traversant alors la chaîne des Alpes par la vallée de la Stura, il contribue à la prise de Château-Dauphin et de Démont, fait le siège de Coni, et combat le 30 septembre à la bataille de la Madonne de l'Olmo.
En 1745, remis sur le pied de deux bataillons, le « régiment d'Anjou » favorise le passage de l'armée par la vallée de Spino, et participe aux soumissions de Tortone, de Novarre, de Serravalle, d'Acqui, d'Alexandrie, de Casal, de Pavie, de Plaisance et de Valencia, et le 16 juin il se trouve à la bataille du Refudo.
En 1746 le régiment se trouve au siège de Tortone, à la bataille de Plaisance et à celle du Tidone livrée le 10 août. Le « régiment d'Anjou » fait preuve d'une valeur extraordinaire dans cette bataille : il y met deux fois en désordre les troupes autrichiennes qui voulaient lui barrer le passage de
la rivière. Le colonel y est blessé. L'armée se retire en Provence suivie de près par les Alliés. Le « régiment d'Anjou » sert tout l'hiver sur cette frontière, disputant le terrain pied à pied à l'ennemi.
En 1747, il vole au secours d'Antibes, et après l'expulsion des troupes impériales du territoire français, il participe une seconde fois à l'attaque des retranchements de Montalban et de Villefranche, puis à la prise de Montalban, de Nice, de Villefranche et de Vintimille. Il demeure dans ces quartiers jusqu'à la fin de la guerre, observant les mouvements des Autrichiens qui bloquent Gênes.
Au début de 1749, il est mis en garnison à Toulouse.

### Régiment d'Aquitaine (1753-1775)

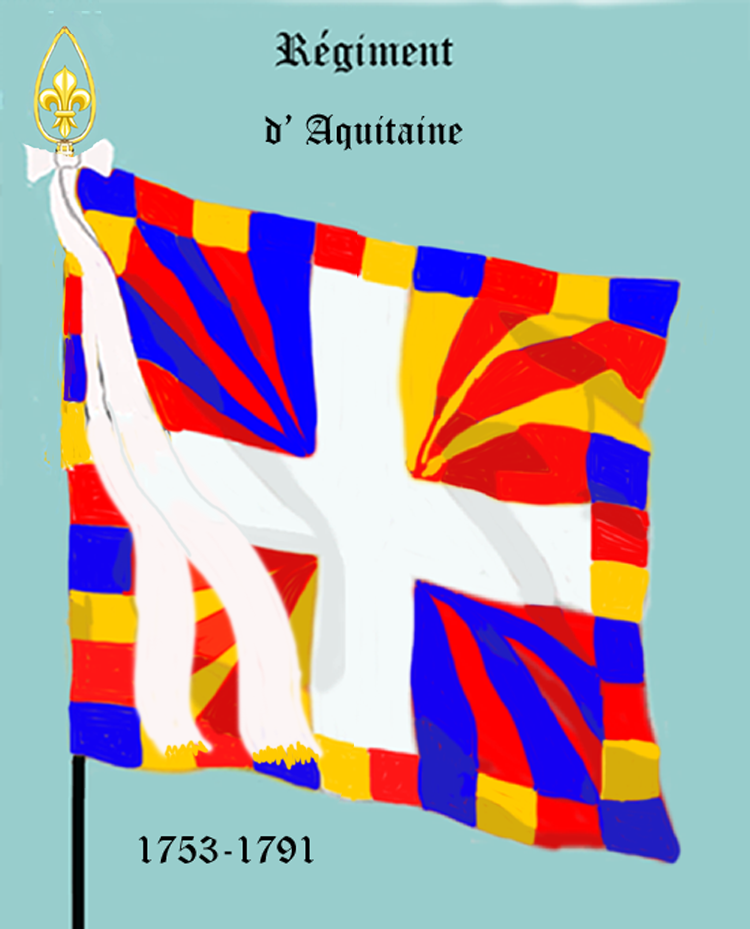
Régiment d'Aquitaine de 1753 à 1775
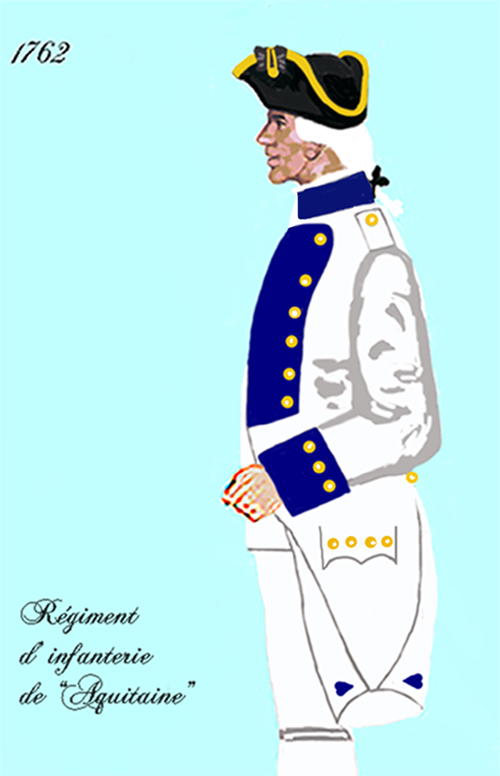
de 1762 à 1775

Une ordonnance royale du 10 septembre 1753, met le régiment sous le titre de « régiment d'Aquitaine » en même temps que toutes les autres troupes, gendarmes, chevau-légers et cavalerie, qui portaient le nom « d'Anjou », en l'honneur d'un fils du dauphin mort en bas âge.

#### Guerre de Sept Ans
En 1756, le « régiment d'Aquitaine » fait partie, du camp d'observation assemblé à Calais.
En 1757, il part pour l'Allemagne et se trouve à la bataille de Hastenbeck, aux prises de Minden et du Hanovre, et à l'expédition de Zell qui eut pour résultat la convention de Closterseven. Campé sous Halberstadt du 28 septembre au 5 novembre, il reprend la campagne après le désastre de l'armée de Soubise à Rossbach, il participe le 25 décembre au passage de vive force de l'Aller, et hiverne sur le Rhin.
Au début de 1758, il repasse le fleuve, et après la chute de Kaiserswerth, il est chargé avec d'autres régiments, de surveiller la frontière hollandaise. Il assiste le 23 juin sans combattre, à la bataille de Krefeld .
En 1759, le « régiment d'Aquitaine » se trouve au rassemblement de l'armée à Kalkar, et fait partie du corps d'avant-garde commandé par le comte de Saint-Germain, qui prend Münster le 25 juin. Le 1er août il se distingue, près du régiment d'Auvergne  à la bataille de Minden  ou il eut affaire aux troupes hanovriennes. Après cette journée, il fait partie de l'arrière-garde de l'armée qui est attaquée le 8 août par le prince de Brünswick, au passage des gorges de Munden. Le comte de Saint-Germain, plein de confiance dans la valeur de ses troupes, leur fait promptement occuper les hauteurs, d'où elles chassent l'ennemi en lui tuant 600 hommes.
En juillet 1760, dans le cadre de la campagne de Hesse, le « régiment d'Aquitaine » se trouve aux batailles de Corbach et de Warburg, et à l'attaque du camp du prince de Brünswick à Sachsenhausen. Le régiment est mis en garnison à Cassel à la fin de cette année.
En 1761, il se trouve à la défense de cette ville et il se fait surtout remarquer à la sortie du 7 mars, où il comble la parallèle, brûle le camp des ennemis, encloue six canons, s'empare de quatre obusiers, brise tous les affûts, détruit les munitions et rentre dans la place avec 203 prisonniers, dont deux officiers. Les 15 et 16 juillet il combat avec valeur à Villinghausen. A la fin de la première journée, il remplace avec le régiment de Rouergue la brigade de Deux-Ponts épuisée par la lutte acharnée qu'elle avait soutenue, et continue cette lutte pendant la seconde journée.
En 1762, le régiment d'Aquitaine prend une part très active, le 24 juin, au combat de Grebenstein durant lequel le colonel Elzéar Marie Joseph Charles, vicomte de Broglie est fait prisonnier.
Lors de la réorganisation des corps d'infanterie français de 1762, le régiment d'Aquitaine est mis à quatre bataillons par l'incorporation du régiment de Berry.
L'ordonnance arrête également l'habillement et l'équipement du régiment comme suit
Habit, veste et culotte blancs, parements, revers et  collet bleus, poche ordinaire avec cinq boutons, quatre sur les parements et un en dedans, cinq au revers et quatre en dessous : boutons jaunes, avec le no 19. Chapeau bordé d'or.

#### Période de paix
A sa rentrée en France, il est mis en garnison à Briançon, puis il passe à Strasbourg en mai 1763, à Metz en août 1766, au camp de Compiègne en juillet 1767, à Cambrai en avril 1768 et à Toulon en mars 1769. Il fait cette année la campagne en Corse, et est de retour à Toulon le 15 août. Il se rend ensuite à Montpellier en novembre 1771 et à Perpignan en octobre 1772.
C'est à Perpignan, le 26 avril 1775, que le régiment est dédoublé :
- Les 1er et 3e bataillons continuent de former le régiment d'Aquitaine, et gardent l'uniforme et les drapeaux du vieux corps
- Les 2e et 4e bataillons forment le « régiment d'Anjou »

### Régiment d'Anjou (1775-1791)

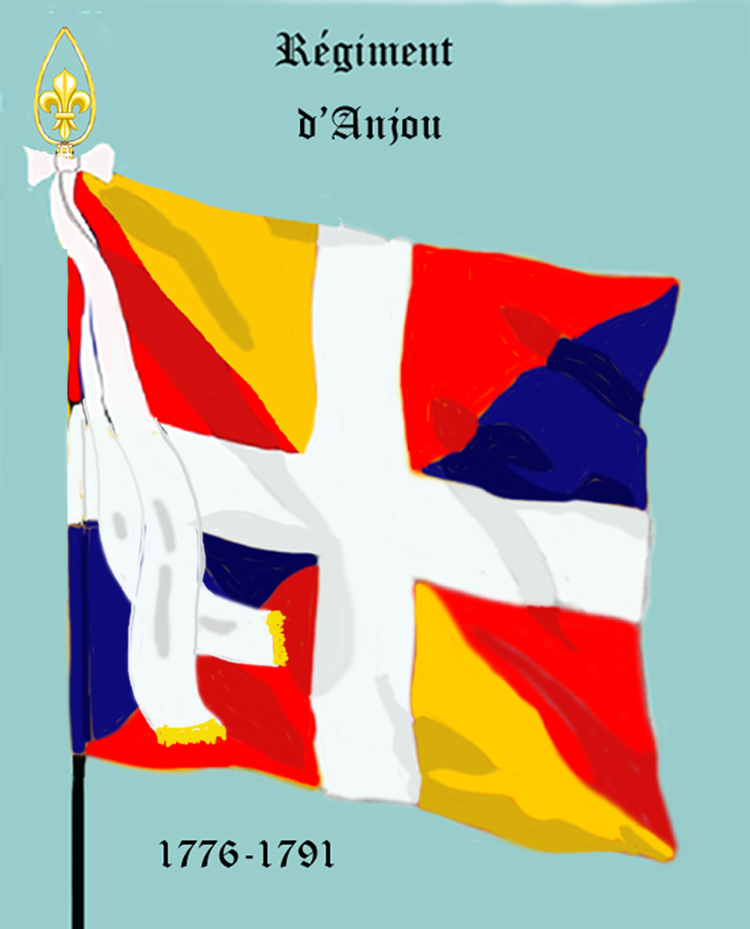
de 1775 à 1791
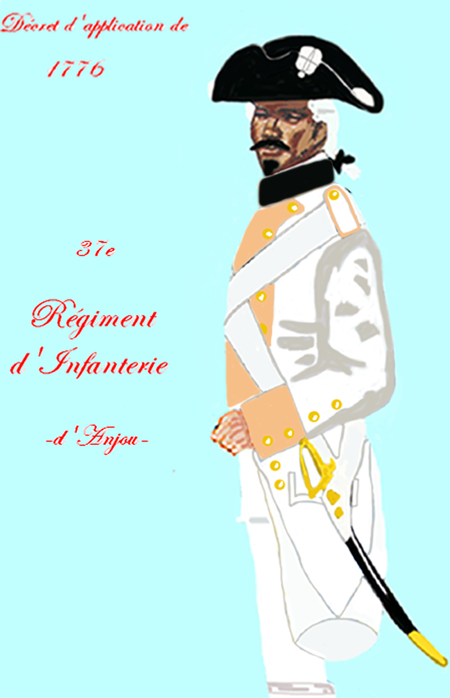
de 1776 à 1779
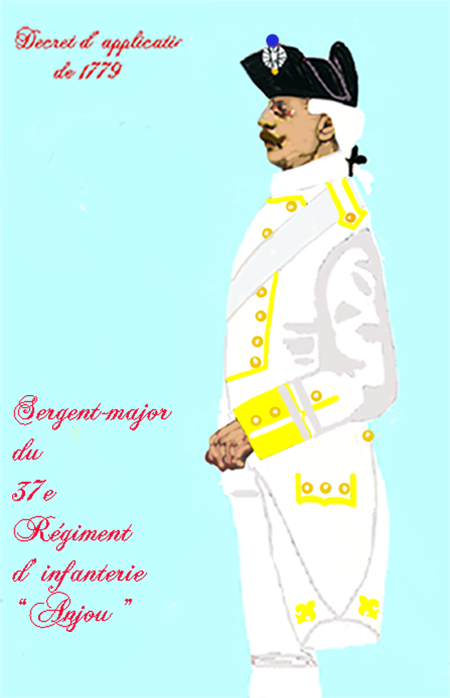
de 1779 à 1791

#### Période de paix
Le « régiment d'Anjou » quitte Perpignan, où il avait été organisé, pour se rendre à Grenoble, ou il arrive en août 1775 , et assiste à la remise, faite aux autorités sardes au Pont-de-Beauvoisin , de la princesse Clotilde de France, fiancée à Charles-Emmanuel duc de Savoie.
 Il est allé ensuite à Lille en décembre 1775, à Bergues et Dunkerque en juillet 1778, à Saint-Omer en juillet 1779, à Dieppe en août 1779, à Saint-Omer en décembre 1779, à Bergues en juin 1780, à Rouen en novembre 1783, à Brest en mai 1784, à Tours en avril 1788 et à La Rochelle au mois d'août de la même année. Il revient à Tours en novembre 1788, et passe dans cette ville les premiers temps de la révolution.

### 36erégiment d'infanterie de ligneci-devant Anjou
L'ordonnance du 1er janvier 1791 fait disparaître les régiments du nom de provinces, et les corps d'infanterie ne sont désormais plus désignés que par le numéro du rang qu'ils occupaient entre eux. Ainsi, 101 régiments sont renommés. Les régiments sont toutefois largement désignés avec le terme ci-devant, comme 36e régiment d'infanterie ci-devant Anjou.

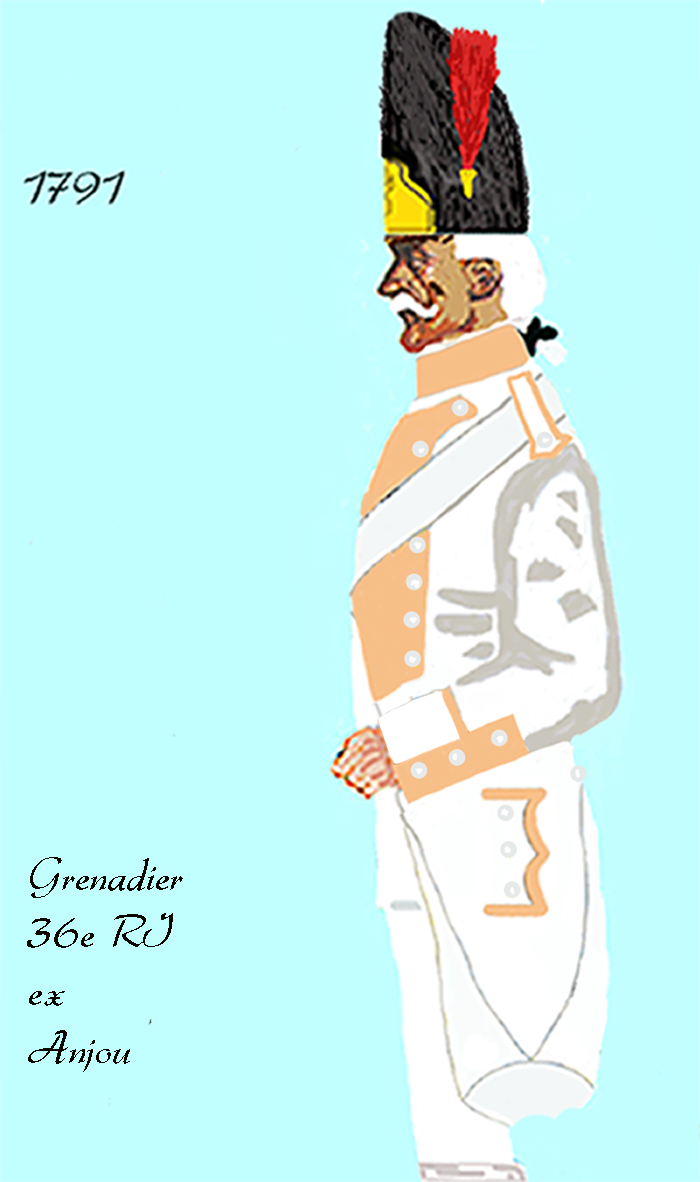
grenadier du 36e régiment d'infanterie de ligne de 1791 à 1794

#### Guerres de la Révolution
En décembre 1790, il détache son 2e bataillon à Blois et en février 1791, il se rend à Saint-Servan et Saint-Brieuc où il est abandonné par un grand nombre de ses officiers. C'est alors que Bernadotte y entre comme lieutenant.
Au mois d'août 1792, le régiment est envoyé à l'armée du Rhin.
En 1793, le régiment est travaillé par des intrigues, qui force Custine à suspendre le colonel Jean Baptiste Philibert Bodin de Saint-Laurent et à le remplacer par le lieutenant-colonel Ferette. Cette affaire est l'une des causes qui conduisent le général en chef à l'échafaud. À la suite de ce désordre, les deux bataillons sont séparés.
1er bataillon
Le 1er bataillon est maintenu à l'armée du Rhin et il fait partie de la garnison de Cassel, tête de pont de Mayence, et s'illustre dans la défense de la place qu'y fait le général Meusnier et s'illustre à la sortie exécutée dans la nuit du 10 au 11 avril 1793. Placé en tête de la colonne de gauche commandée par Aubert du Bayet, il déloge le poste prussien du moulin de l'Électeur, et fait l'arrière-garde pendant la retraite.
Peu de jours après, le 1er bataillon passe à l'armée du Nord et se fait remarquer, en mai, à la bataille de Saint-Amand, au blocus de Condé, aux combats des 7 , 8 et 12 septembre aux environs d'Ypres, et à la bataille de Hondschoote durant laquelle le bataillon enlève une redoute armée de 7 canons et y fait 500 prisonniers. Le bataillon se trouve encore cette année à divers engagements autour d'Orchies, et il fait ensuite partie de l'armée de Pichegru chargée de reconquérir la Belgique.
Le 15 germinal de l'an II (4 avril 1794), le 1er bataillon du 36e régiment d'infanterie ci-devant Anjou est amalgamé avec le 2e bataillon de volontaires de la Meuse et le 13e bataillon des Fédérés Nationaux pour former la 71e demi-brigade de première formation.
2e bataillon
Le 2e bataillon, en quittant l'armée de Custine, est dirigé sur l'armée de la Moselle et se trouve le 9 juin 1793 à la bataille d'Arlon.
Le 28 germinal de l'an II (17 avril 1794), le 2e bataillon du 36e régiment d'infanterie ci-devant Anjou est amalgamé avec le 2e bataillon de volontaires de la Gironde et le 6e bataillon de volontaires du Jura pour former la 72e demi-brigade de première formation.

Ainsi disparaît pour toujours le 36e régiment d'infanterie ci-devant Anjou, partageant le sort de tous ces vieux régiments qui depuis deux siècles avaient défendu si intrépidement la patrie contre toutes les coalitions.